# John E. Staehelin
John Eugen Staehelin-Iselin (* 3. Juni 1891 in Basel; † 16. Mai 1969 ebenda; heimatberechtigt in Basel) war ein Schweizer Psychiater.

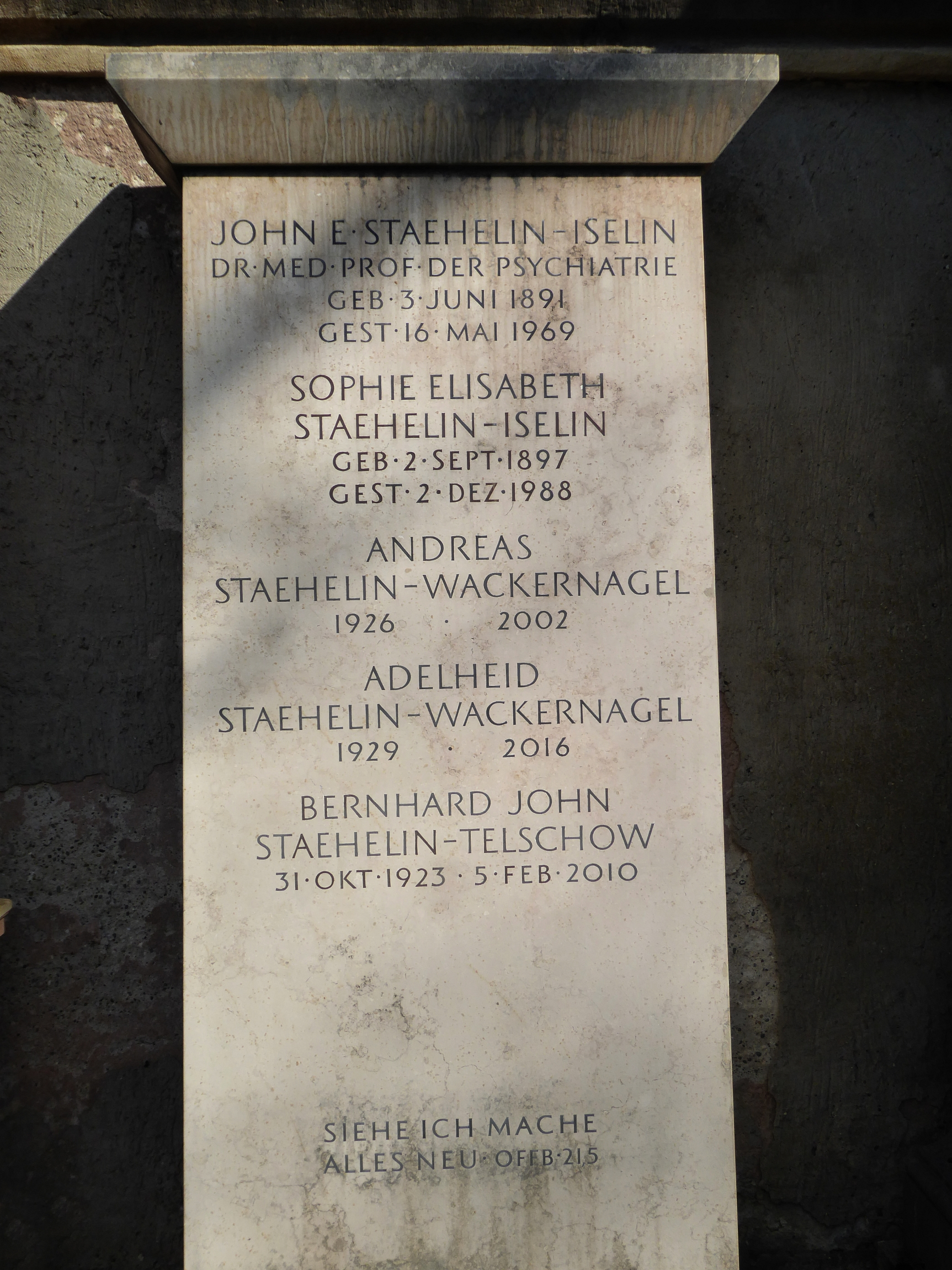
Grab auf dem Wolfgottesacker, Basel.

## Leben und Werk
Der Sohn des Seidenfabrikanten Benedict Staehelin studierte Medizin mit Schwerpunkt Psychiatrie an den Universitäten Basel und München. Er promovierte 1918 bei Gustav Wolff und arbeitete anschliessend als Assistent im Burghölzli. Im Sommersemester 1926 wurde er an der Universität Zürich habilitiert und 1927 zum ersten Oberarzt und Leiter der Psychiatrischen Universitätspoliklinik berufen. Ab dem Sommersemester 1929 war er ordentlicher Professor für Psychiatrie an der Universität Basel und Direktor der kantonalen Heil- und Pflegeanstalt Friedmatt. 1935/36 war Staehelin Dekan der Medizinischen Fakultät und 1948 Rektor der Universität Basel. Im Wintersemester 1959 wurde er emeritiert.
Staehelin war einer der ersten Forscher der sich mit den Wirkungen und Nebenwirkungen von Chlorpromazin (erstes Neuroleptikum) beschäftigte.
John Staehelin heiratete 1921 Sophie Elisabeth, geborene Iselin (1897–1988). Zusammen hatten sie mehrere Kinder, darunter der Jurist und Generalsekretär der Swissair Bernhard Staehelin (1923–2010) und der Historiker und Staatsarchivar Andreas Staehelin (1926–2002).
Staehelin fand seine letzte Ruhestätte auf dem Wolfgottesacker in Basel.

## Schriften (Auswahl)
- Die Bedeutung der somatischen Erscheinungen für die Aetiologie und Prognose des Delirium alcoholicum. Dissertation, Universität Basel, 1918.
- Untersuchungen an 70 Exhibitionisten. In: Zeitschrift für die gesamte Neurologie und Psychiatrie. Bd. 102 (1926), S. 464–547, doi:10.1007/BF02962293 (= Habilitationsschrift, Universität Zürich, 1926).
- Die Erfahrungen mit der verkürzten Arbeitszeit beim Pflegepersonal der Heil- und Pflegeanstalt Friedmatt Basel (= Personal- und Anstaltsfragen – Beiträge zur Kranken- und Irrenpflege. Heft 4). H. Huber, Bern/Berlin 1930.
- Kantonale Heil- und Pflegeanstalt Friedmatt Basel. Eckhardt und Pesch, Zürich 1933.
- Die Psychopathen. In: Stavros Zurukzoglu (Hrsg.): Verhütung erbkranken Nachwuchses. Eine kritische Betrachtung und Würdigung. Schwabe, Basel 1938, S. 155–170.
- Gegenwartskrise und Psychiatrie: Rektoratsrede gehalten am 26. November 1948. Helbing und Lichtenhahn, Basel 1948.